# Novo mesto
Novo mesto (německy Rudolfswerth nebo Neustadtl) je město ve Slovinsku. Leží na jihu země, u hranic s Chorvatskem na řece Krce. Je centrem historického regionu Dolní Kraňsko (Dolenjsko), statistického Jihovýchodního slovinského regionu a městské občiny Novo mesto. Žije zde 22 415 obyvatel (v celé občině 40 925).

## Název
Název znamená doslova Nové město. Dříve byl používán název Rudolfswerth nebo ve slovinštině Rudolfovo podle Rudolfa IV. Habsburského, který Novo mesto založil.

## Přírodní poměry

### Poloha

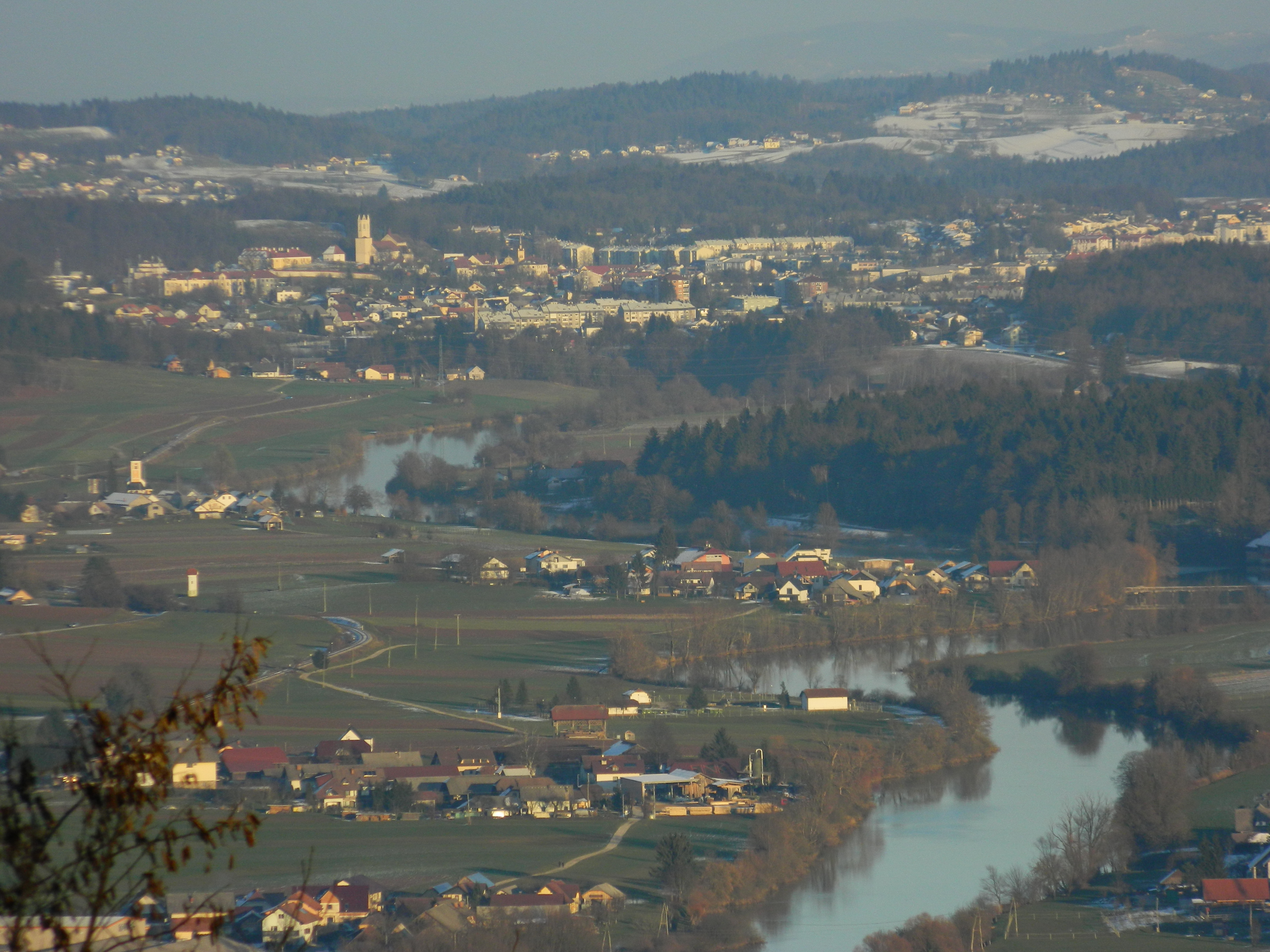
Krajina okolo města.

Město je vzdálené 70 km jihovýchodně od Lublaně a na polovině cesty ze slovinské metropole do hlavního města Chorvatska Záhřebu. Leží v nadmořské výšce 202 m.
Město se rozvinulo v údolí meandrující řeky Krky a při jejích přítocích (např. Bršljinski potok). Krajina zde přechází od řeky do nižších kopců (např. Šipčev hrib) a jen malá část města leží v rovinaté krajině. Historický střed města obklopuje meandr řeky Krky.
Okolo města se nacházejí různé lesy a parky, které slouží k rekreaci (např. Ragov log)

### Podnebí a vodstvo
Počasí je pravidelně pozorováno a zaznamenáváno již od roku 1880. Vzhledem k prolínání vlivů panonského a podhorského podnebí průměrné měsíční teploty a srážky značně kolísají. Průměrná roční teplota pro Novo mesto činí 9,6 °C, v lednu −1,9 °C a v červenci 19,5 °C. Průměrné roční srážky mají úhrn 1260 mm. Převládají severozápadní, východní a jihozápadní větry, které mají v zimě často charakter fénu. Největrnější je období od února do dubna.
Kromě hlavního toku (řeky Krky) na území města tečou ještě potoky Težka voda (v jižní části města) a Bršljinski potok, který protéká stejnojmennou obcí.

## Historie
Tato oblast byla osídlena od doby bronzové, zejména od doby železné. Novo mesto představuje jedno z nejdůležitějších archeologických nalezišť v halštatské kultuře, která se rozvinula mezi lety 1200 a 500 př. n. l. Byly zde nalezeny hroby z této doby. Díky bohatství křemenných písků, které se těží východně od města, představovalo Novo mesto již v raných historických dobách významné centrum výroby skla. Při průzkumech byly nalezeny např. skleněné korálky na místech nejstarších pohřebišť, jako jsou např. Mestne njive apod.
Po příchodu Římanů byla oblast součástí provincie Panonie. V 7. století sem přišli Slované. V této době bylo Novo mesto součástí nejhustěji Slovany osídlených částí současné země.

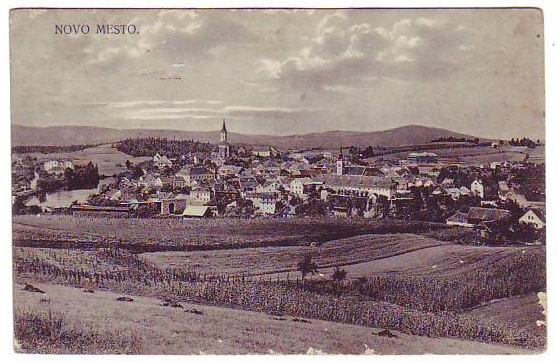
Novo mesto v roce 1914.

Novo mesto vzniklo v roce 1365, bylo založeno na dosud neosídleném místě, v meandru řeky Krka. Jeho zakladatelem byl Rudolf IV. Habsburský, jehož jméno město v nejstarších obdobích neslo a jehož trůnící postavu má v erbu. Městské práva získalo podle vzoru práva města Kostanjevica. Z roku 1428 pochází první zmínka o místní katedrále. V roce 1472 se zde usídlil místní františkánský řád, jednalo se o uprchlíky z Bosny, kteří zde hledali azyl před rozpínajícími se Turky.
V letech 1576 a 1664 město vyhořelo při požáru; v roce 1599 je zasáhla epidemie moru. Hospodářskému vzestupu města pomohly reformy některých rakouských císařů, jednak Karla VI., který dal postavit silnici z Lublaně do Karavanek, a dále Marie Terezie, která povýšila Nové město na sídlo okresu. Tento krok byl později vykládán jako germanizační pokus, nicméně k oslabení významu slovanského živlu tím nedošlo. Do města se ale přesto přistěhovala řada německy mluvících úředníků.
Až do roku 1768 bylo město obehnáno hradbami. V rámci rozšiřování a modernizace města měly být zcela strženy, přesto se malé úseky hradeb dochovaly dodnes. V roce 1746 bylo rozhodnutím císařovny Marie Terezie založeno gymnázium, které vedl místní františkánský klášter až do roku 1870, kdy bylo školství plně sekularizováno. Jiná opatření náboženský a kulturní význam Dolního Kraňska výrazně oslabila: byly zrušeny kláštery Stična a Kostanjevica. Jejich kostely, obytné i hospodářské budovy byly opuštěny. Kulturní a vzdělávací institucí města tak zůstalo pouze gymnázium.

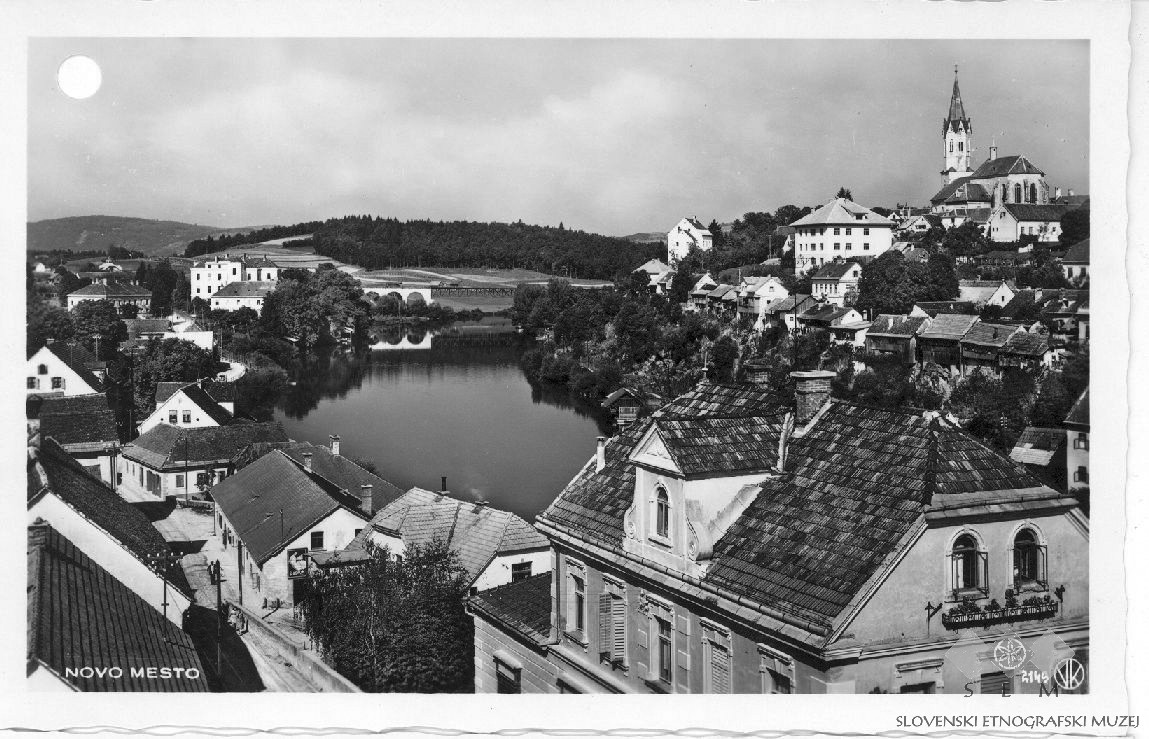
Pohled na město v první polovině 20. století.

Počátkem 19. století, za napoleonských válek, vládli městu krátkou dobu Francouzi; v jeho druhé polovině zde probíhalo národní obrození Slovinců. V roce 1844 došlo k daňové reformě, která pro okres Novo mesto znamenala značné zvýšení vybraných daní, což vedlo k atmosféře blížící se selské bouři. Následně došlo k schválení úlev, aby byla situace zažehnána. Obdobný problém se opakoval ještě na několika dalších místech ve Slovinsku. Roku 1850 byl ustanoven městský soud. V roce 1875 byl dokončen slovinský Národní dům, první v zemi.[zdroj?] Vznikaly početné organizace, pěvecké sdružení, Sokol, čtenářský spolek apod. V roce 1865 zde byla knihovna s čítárnou, spolek řídil místní soudní tajemník.
V letech 1861 až 1867 zněl oficiální název města Rudolfswerth, název Neustadtl byl používán před ním od roku 1783 a poté až do roku 1918. Na mapách třetího vojenského mapování se objevuje jako Rudolfovo ve slovinštině pod německým názvem. Na tomto mapování ještě není zakreslena železniční trať a město tvoří pouze hlavní náměstí s několik málo ulicemi.
Výstavba železnice a rozvoj průmyslu zajišťovaly další růst města. Postavena byla rovněž nemocnice. První vlak z Lublaně přijel v roce 1894. V roce 1905 byla vybudována nová radnice, která nahradila původní objekt z 18. století. Období dynamického rozvoje zastavila První světová válka v roce 1914, po níž se město i celé Slovinsko oddělily od Rakouska-Uherska. Po první světové válce bylo město součástí státu Království Srbů, Chorvatů a Slovinců, který se od 3. října 1918 nazýval Království Jugoslávie. Od roku 1929 bylo Novo mesto součástí tzv. Drávské bánoviny, administrativní jednotky, která zahrnovala většinu území současného Slovinska.
V roce 1920 se zde uskutečnil festival Novoměstské jaro, v rámci něhož se ustavila kulturní scéna Nového města v podmínkách nového státu. V této době také bylo do současné podoby upraveno Nové náměstí, kde se nacházela nějakou dobu i autobusová stanice.
Za druhé světové války bylo zabráno fašistickou Itálií, po roce 1943 pak okupováno německým wehrmachtem. Město bylo několikrát bombardováno. První letecký úder zde uskutečnilo italské letectvo již na začátku dubnové války, zničena byla místní škola a další budovy. Vzdušné údery ale přišly především v roce 1943. Svrchovanost Jugoslávie a tím příslušnost města k tomuto státu byla obnovena v březnu 1945. V roce 1946 zde byla založena naučná knihovna. Důvodem pro její vznik byla skutečnost, že původní knihovna byla za války zničena a spáleno bylo několik desítek knih. Od roku 1953 nese název po Miranu Jarcovi.
Na počátku 50. let komunistická vláda ve Slovinsku omezovala vliv katolické církve, bylo zakázáno církevní vyučování a omezeno právo shromažďování. Na protest proti těmto skutečnostem se v Novém městě upálil katolický biskup Anton Vovk.
Ve druhé polovině 20. století se město zmodernizovalo, vzniklo zde mnoho nových závodů. Městem procházela také celojugoslávská dálnice, zbudovaná v roce 1958 za pomoci dobrovolnických brigád. V 60. letech byla zbudována místní poliklinika a v letech sedmdesátých nový silniční most. Od roku 1991 je Novo mesto součástí nezávislého Slovinska. Město má od roku 1994 vlastní samosprávu. Z jeho území se v roce 1998 vyčlenily tři nové občiny, a to: Dolenjske Toplice, Mirna Peč a Žužemberk. Roku 2006 se odtrhly obce Straža a Šmajerske Toplice.

## Obyvatelstvo

### Struktura obyvatelstva
Počet obyvatel se pohybuje okolo dvaceti tisíc a mírně rostl i po roce 1991. V roce 2015 žilo na území města celkem 23 317 obyvatel a v roce 2020 to bylo 24 183 lidí. V období let 1961 až 2015 se na území občiny snižoval počet obyvatel odlehlých obcí a naopak zvyšoval v případě Nového mesta a k němu přiléhajících sídel, která rostla vlivem suburbanizace.
Zhruba čtvrtina obyvatel města je vysokoškolsky vzdělaných, polovina má vzdělání středoškolské a čtvrtina jen základní školu.
Drtivá většina obyvatel Nového mesta jsou Slovinci, z dalších národností jsou zastoupeni především příslušníci oblastí bývalé socialistické Jugoslávie. Nedaleko od města se nachází romská osada Žabljak, resp. Brezje.

## Obecní správa a politika
Novo mesto zahrnuje samotné město a dále občinu Novo mesto, do které spadá celá řada okolních vesnic, od města samotného až po jižní slovinskou hranici s Chorvatskem.
Od roku 1994 stáli v čele Nového města následující starostové (slovinsky Župan Mestne občine):
- Franci Koncilija (1994–1998)
- Anton Starc (1998–2002)
- Boštjan Kovačič (2002–2006)
- Alojzij Muhič (2006–2014)
- Gregor Macedoni (2014–)

## Hospodářství

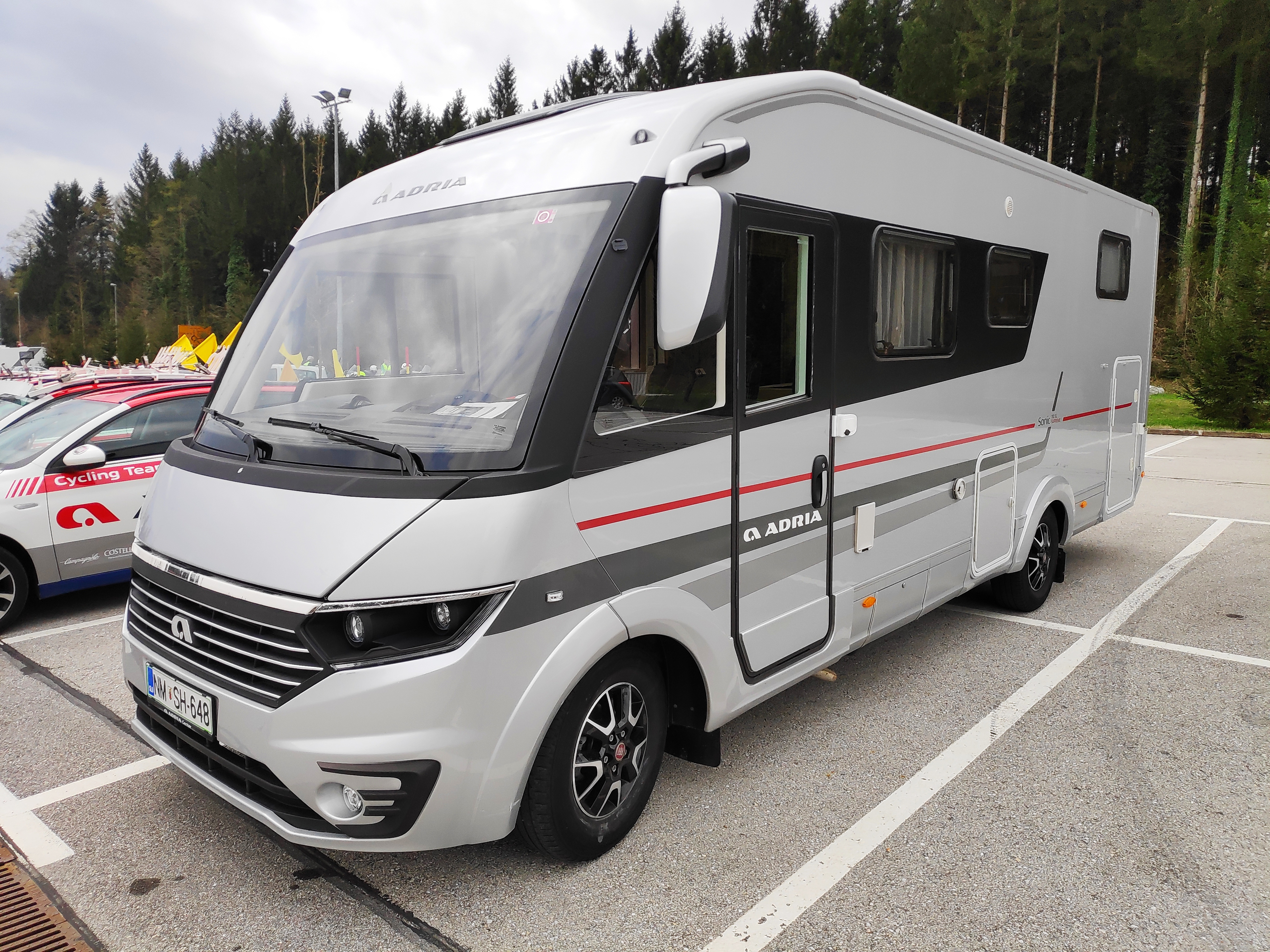
Karavan vyráběný v místním závodu.

V historii se v okolí města těžila železná ruda.
Velký význam pro město měl automobilový průmysl, v Novom mestě dříve sídlil závod Industrija motornih vozil (Revoz), který vyráběl ve spolupráci se západoevropskými automobilkami vozy typu Renault, Auto Union a spolupracoval s německým koncernem Daimler AG. Kromě něj zde například sídlí firma Krka (výrobce léčiv), jejíž závod je umístěn na severovýchodním okraji města, dále textilní firma Labod a lesnický podnik Novoles. Vyráběny zde byly rovněž karavany společností Adria mobil.
Do města dojíždějí za prací obyvatelé okolních obcí i občin, zatímco z Nového města vyjíždějí za prací někteří i do Lublaně a do Mariboru. Nejvíce lidí je zaměstnáno ve zpracovatelském průmyslu (přes 8 tisíc), méně potom v obchodu a ve stavebnickém průmyslu. Nad dva tisíce zaměstnaných vykazuje ještě sektor školství.
Na přelomu 20. a 21. století vzniklo nedaleko dálnice rozsáhlé obchodní centrum s názvem Qlandia.
V okolí města se dobře daří vinařství.

### Turistika
Novo mesto patří k turisticky málo dotčeným částem Slovinska, především proto, že v okolí nejsou atraktivní památky ani architektonicky nápadné objekty. V 2. dekádě 21. století je navštívilo ročně okolo několika desítek tisíc návštěvníků, z toho tři čtvrtiny byli návštěvníci ze zahraničí. Dominují turisté především z Itálie, Německa, Izraele a dalších zemí). V roce 2015 bylo v Novém městě uskutečněno 2015 přenocování.

## Doprava

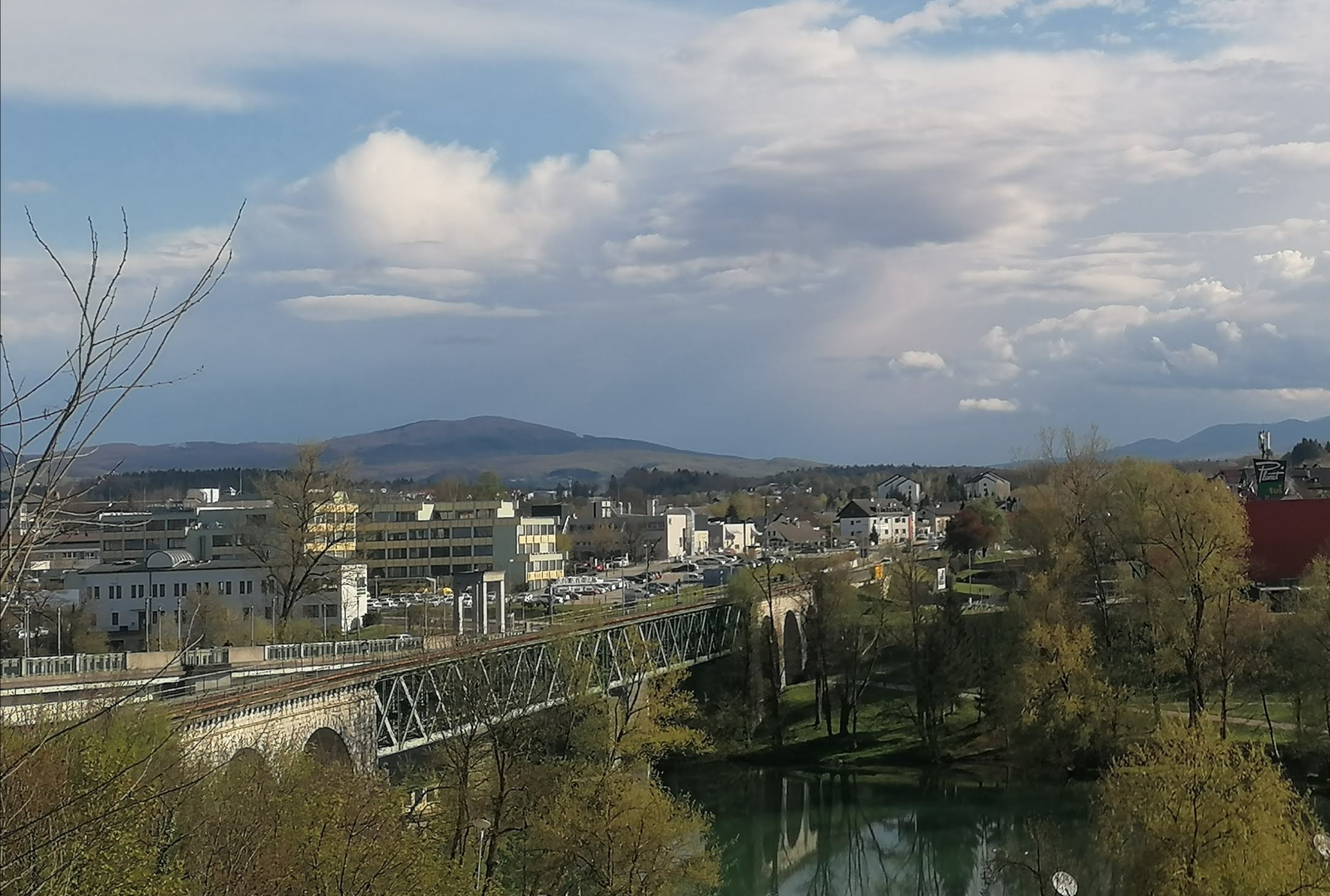
Železniční most přes řeku Krku.

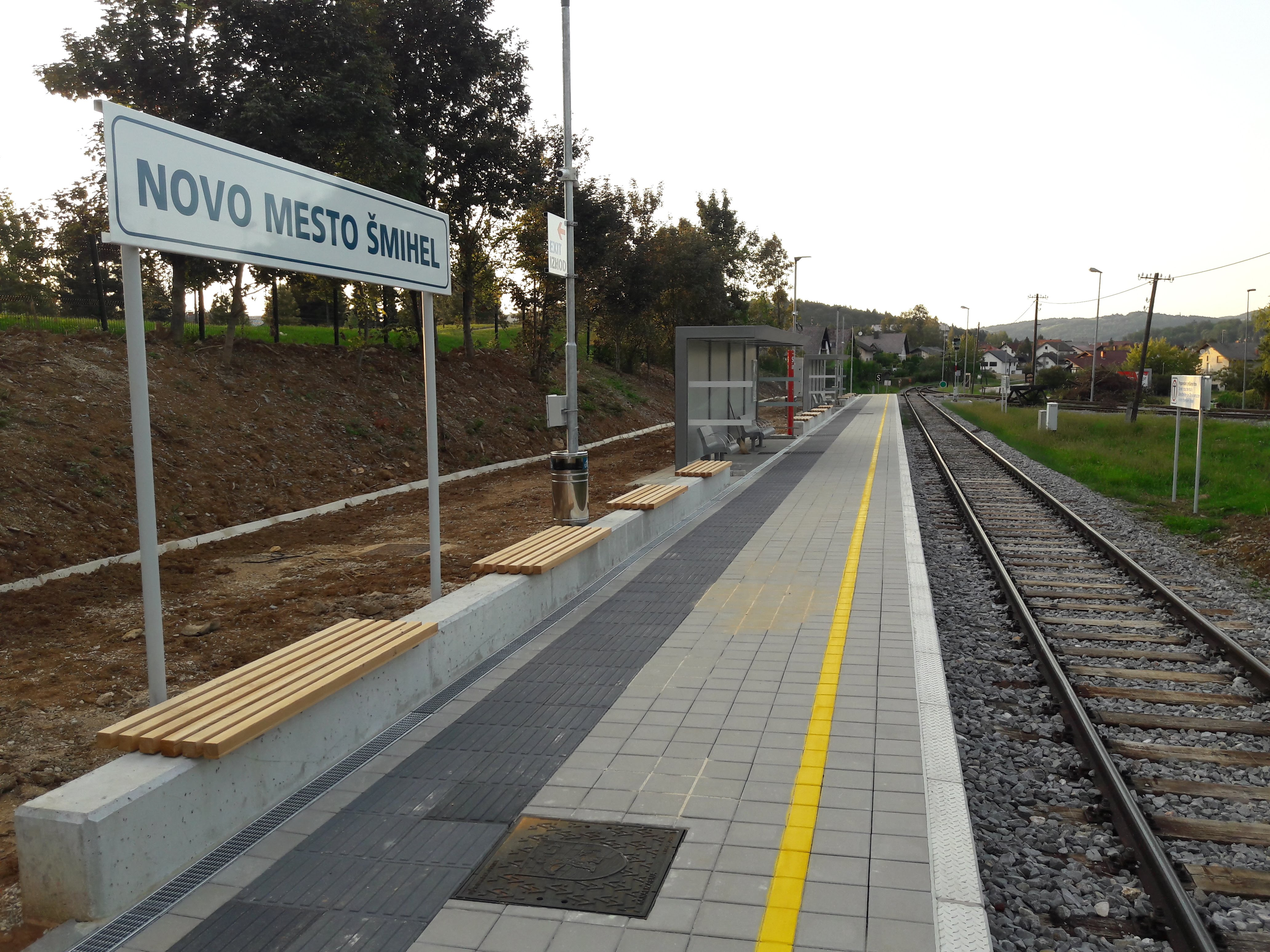
Zastávka Novo Mesto Šmihel.

### Silniční doprava
Severně od Nového mesta vede dálnice A2, která spojuje Lublaň se Záhřebem (dříve dálnice Bratrství a jednoty). Silnice 1. třídy č. 105 směřuje z Nového města do pohraničního města Metlika na hranici s Chorvatskem. Samotné Novo mesto obchází obchvatem po jeho východním okraji a řeku Krku překonává přes Ločenský most. Další dva silniční mosty ve městě jsou ještě Kandija (postaven r. 1898) a Šmihelský most.
Výhledově je diskutována výstavba nové rychlostní komunikace severo-jižním směrem, tzv. 3. rozvojová osa, která by spojila Novo mesto s Celje na severu a s Karlovacem v Chorvatsku dále na jih.
Západo-východním směrem poté ještě prochází Novým městem silnice č. 216 z města Žužemberk do Šentjerneje. Je vedena údolím řeky Krky.

### Železniční doprava
Železniční spojení z Nového mesta vede do Lublaně (přes město Trebnje), dále do chorvatského Karlovace. Západním směrem směřuje z města vlečka do města Straža k továrně společnosti Novoles (dřevozpracující závod). Město má celkem tři železniční stanice (Novo mesto, Novo mesto Center a Novo mesto Kandija) a zastávku Novo Mesto Šmihel.

### Vodní doprava
Řeka Krka zde není splavná a není pro dopravu vyžívána.

### Letecká doprava
V blízkosti města se nachází sportovní letiště Prečna.

### Městská doprava
V rámci města existuje síť městské dopravy, která je zajišťována autobusy. V provozu je zhruba pět autobusových linek, přirozeným přestupním bodem pro ně je železniční stanice.
Město má vlastní autobusovou stanici, která by se měla sloučit v roce 2028 s nádražím do jediného terminálu.

## Společnost

### Školství
V Novom meste se nachází také pět základních škol (OŠ Grm, OŠ Bršljin, OŠ Drska, OŠ Center, OŠ Šmihel), střední školy a vysokoškolské centrum. Místní gymnázium je druhé nejstarší na území dnešního Slovinska.

### Zdravotnictví
Novo mesto má vlastní Všeobecnou nemocnici. Sídlí zde rovněž poliklinika (slovinsky Zdravstveni dom).

### Média
Týdenní informativní provinční noviny Dolenjski list vycházejí v Novém městě od roku 1950. Nakladatelství Goga vydává měsíčník s názvem Park, který se zabývá zejména městskou problematikou a literární a kulturní časopis Rast.
Od roku 1987 z Nového města také vysílá regionální rozhlas Krka, později se k němu přidala i místní televize.

### Sport

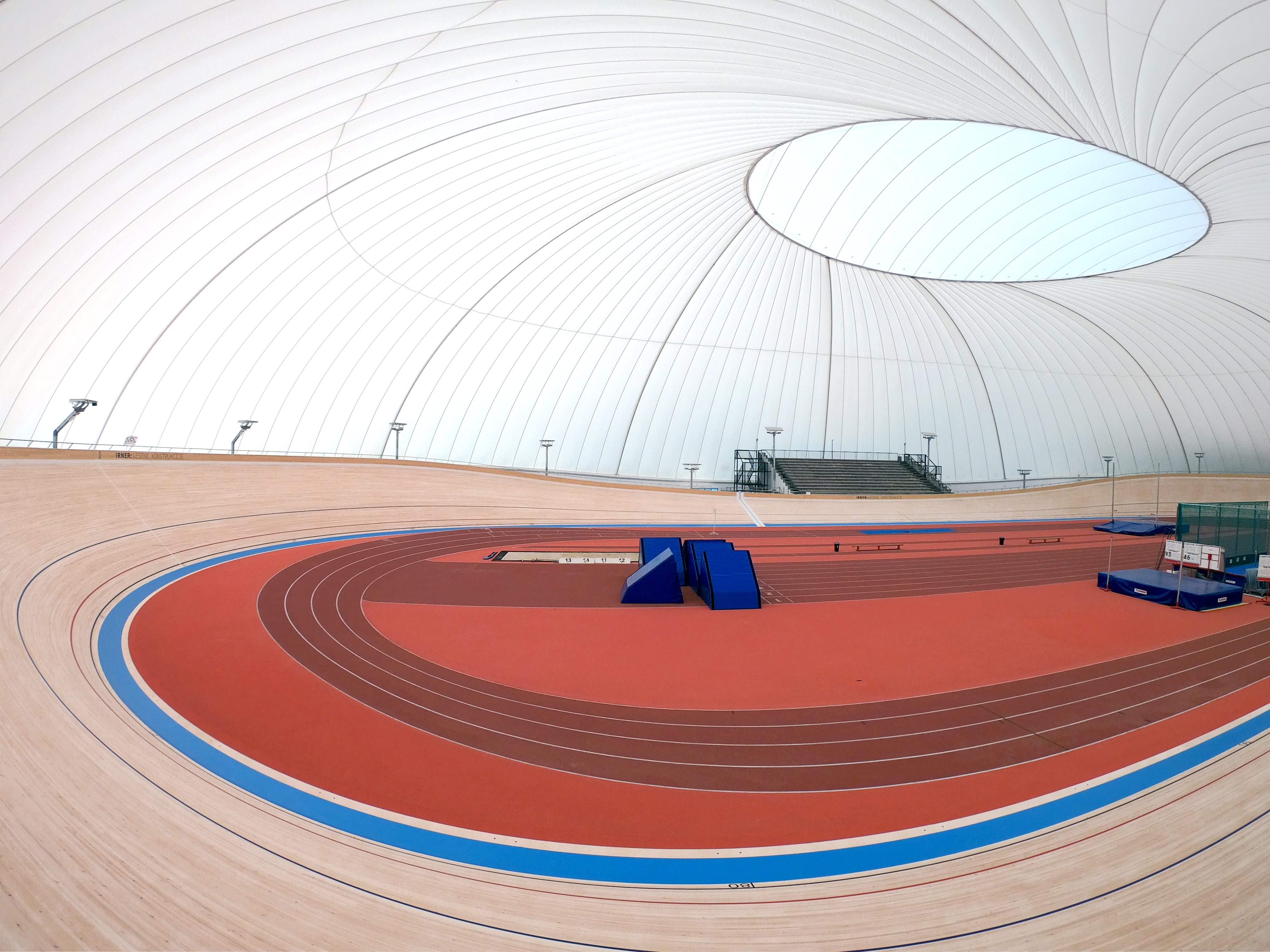
Krytý velodrom v Novém městě.

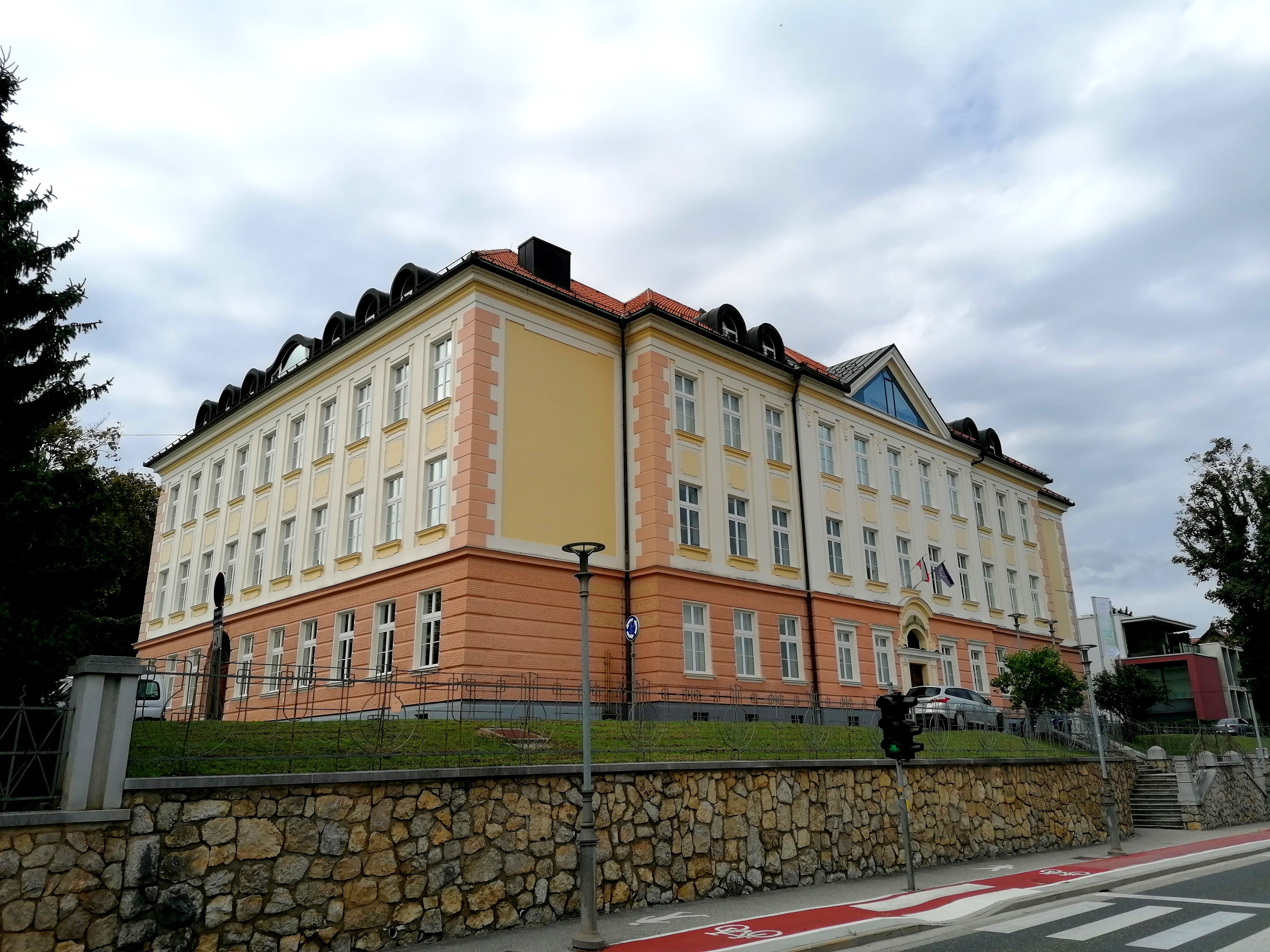
Historická budova gymnázia.

Ve městě sídlí několik fotbalových týmů:
- NK Krka – fotbalový klub
- ŽNK Krka, ženský fotbalový klub
- MRK Krka, házenkářský klub

Mimo jiné zde také působí i basketbalový tým KK Krka.
V Novém mestu se nachází Sportovní hala Marof (dokončená v roce 1960 a obnovená v roce 1991) a fotbalový stadion Portoval, umístěný u břehu řeky Krky na západním okraji Nového mesta. Stojí zde také velodrom.

## Životní prostředí
Pod areálem nádraží je veřejnosti nepřístupná jeskyně (slovinsky Jama pod železniško postajo).

## Bezpečnost
Severozápadně od města se nachází kasárna pojmenovaná po Francu Uršičovi.

## Kultura

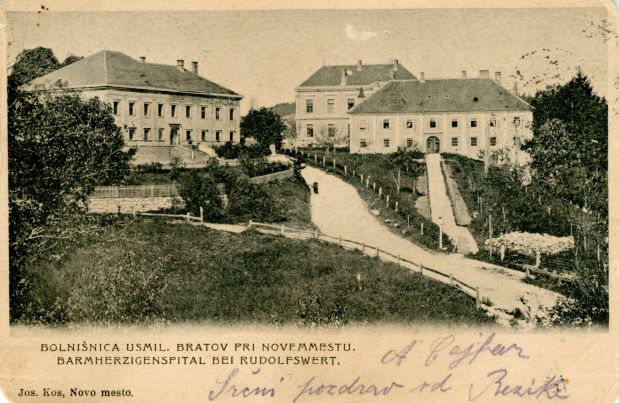
Hrad a nemocnice na fotografii z roku 1912

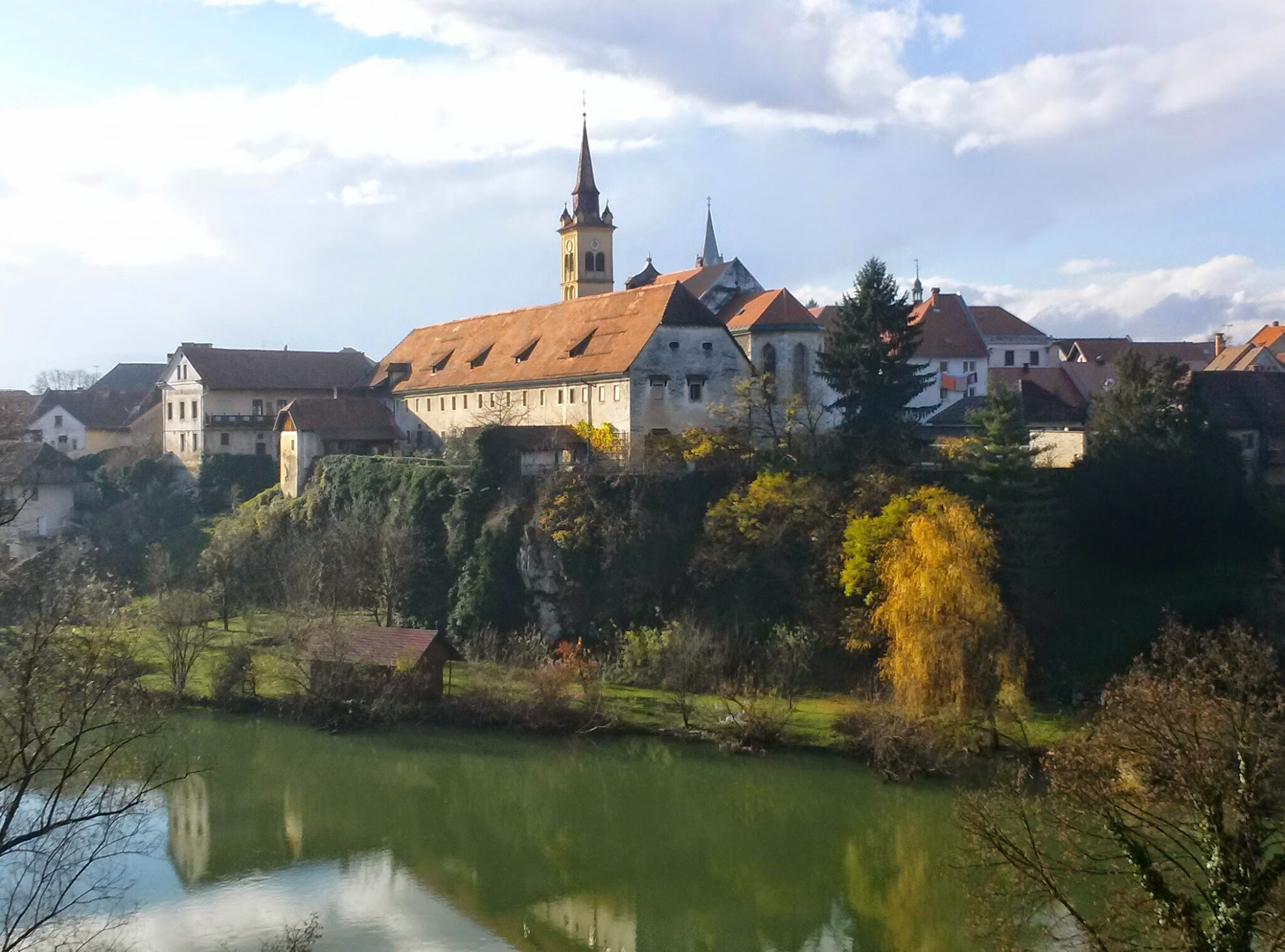
Františkánský klášter

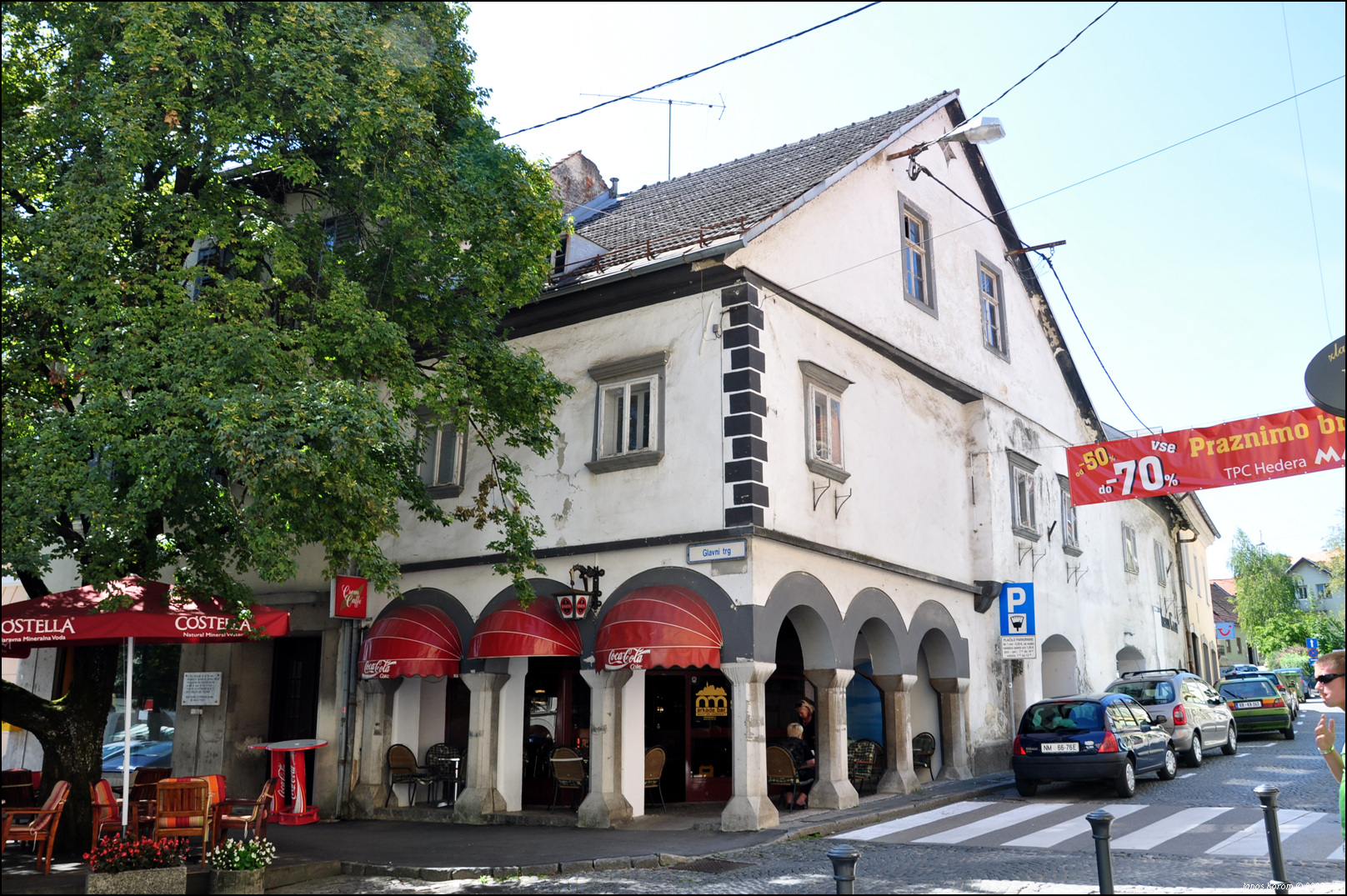
Rozmanův dům

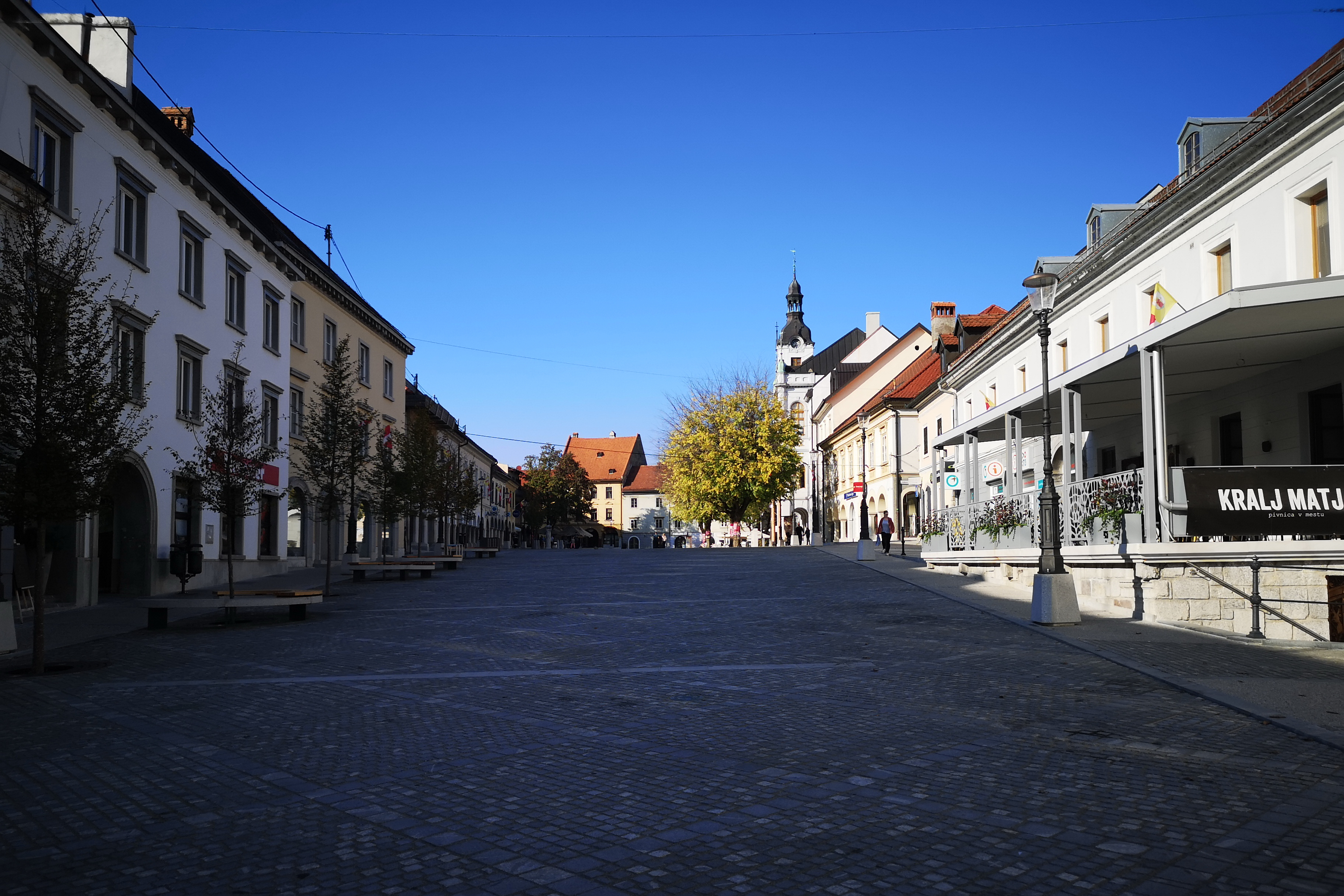
Hlavní náměstí (

Dochované historické jádro města je obklopeno ze tří stran řekou Krkou. Jeho středem je náměstí (Glavni trg).

### Kulturní instituce
Mezi kulturní instituce ve městě patří např. Knihovna Mirana Jarce nebo Muzeum Dolního Kraňska (slovinsky Dolenjski muzej). Muzeum má řadu sekcí, včetně archeologické.

#### Kulturní akce
Pravidelně je zde pořádán hudební festival Jazzinty. Také zde ročně probíhá festival Jsem hudba, jsem město (slovinsky Sem glasba sem mesto).
Z jednoho z místních mostů se pravidelně pořádají soutěže ve skocích do vody.

### Kulturní památky a pamětihodnosti města
- Hrad Graben leží na pravém břehu řeky Krky při jejím soutoku s Bršljinským potokem, necelé dva kilometry po proudu od středu města. První písemná zmínka je z roku 1170.
- Zámek Grm
- Kapitulní kostel sv. Mikuláše s gotickým presbytářem z 15. století, s oltářem od Tintoretta a několika obrazy od Jeana Metzingera. Kostel byl barokně přestavěn.[zdroj?]
- Františkánský kostel s novogotickou fasádou (z roku 1866).
- Františkánský klášter. Františkáni působí v Novém mestu přes 500 let.
- Pozůstatky městského opevnění, známé pod názvem Šance.
- Starý most
- Národní dům
- Renesanční Rozmanův dům

## Ve filmu
Ve městě se natáčely scény z chorvatské komedie Crno-bijeli svijet a slovinského filmu Nepřítel třídy (slovinsky Razredni sovražnik) z roku 2013.

## Osobnosti
- Josef Bláha (1924–1994), český herec
- Albin Gutman (* 1947), generál
- Božidar Jakac (1899–1989), malíř
- Rado Lencek (1921–2006), jazykovědec, filolog, spisovatel
- Pino Mlakar (1907–2006), choreograf
- Edvard Ravnikar (1907–1993), architekt
- Ferdinand Seidl (1856–1942), přírodovědec a geolog
- Leon Štukelj (1898–1999), gymnasta, olympijský vítěz
- Melania Trumpová (* 1970), rozená Knavs, třetí manželka prezidenta USA Donalda Trumpa, první dáma Spojených států
- Janez Trdina (1830–1905), spisovatel
- Dragotin Kette (1876–1899), básník
- Anton Podbevšek (1898–1981), esejista
- Matija Kastelec, katolický duchovní a překladatel[26]

## Partnerská města
- Bihać
- Trnava
- Toruň
- Herceg Novi
- Vršac
- Leskovac
- Brescia
- Yixing
- Vilafranca del Penedès
- Lagenhagen